# Hermel (stad)
Hermel is een stad in het noordoosten van Libanon. Hermel is de hoofdstad van het gelijknamige district Hermel in het gouvernement Beka. De stad zelf heeft circa 23.000 inwoners.